# فيونا برينكمان
فيونا برينكمان هي عالمة أحياء تطورية كندية، ولدت في 1967.